# 5572 Блискунов
5572 Блискунов (5572 Bliskunov) — астероїд головного поясу, відкритий 26 вересня 1978 року.
Названий на честь ортопеда Олександра Івановича Блискунова.
Тіссеранів параметр щодо Юпітера — 3,177.